# Synchita barbieri
Synchita barbieri es una especie de coleóptero de la familia Zopheridae.

## Distribución geográfica
Habita en Vietnam.